# Comuna Mîhailivka, Lebedîn
Mîhailivka (în ucraineană Михайлівка) este o comună în raionul Lebedîn, regiunea Sumî, Ucraina, formată din satele Bairak, Krînîcikî, Mîhailivka (reședința), Parfîlî, Stepne și Șumîlî.

## Demografie
Componența lingvistică a comunei Mîhailivka
     Ucraineană (95,82%)
     Rusă (3,9%)
     Alte limbi (0,06%)
Conform recensământului din 2001, majoritatea populației comunei Mîhailivka era vorbitoare de ucraineană (95,82%), existând în minoritate și vorbitori de rusă (3,9%).